# Hyphessobrycon cyanotaenia
Hyphessobrycon cyanotaenia és una espècie de peix de la família dels caràcids i de l'ordre dels caraciformes.

## Morfologia
- Els mascles poden assolir 3,3 cm de llargària total.[1][2]

## Hàbitat
Viu a àrees de clima tropical.

## Distribució geogràfica
Es troba a Sud-amèrica: Brasil.